# Conseiller en investissements financiers
 (novembre 2018).
Si vous disposez d'ouvrages ou d'articles de référence ou si vous connaissez des sites web de qualité traitant du thème abordé ici, merci de compléter l'article en donnant les références utiles à sa vérifiabilité et en les liant à la section « Notes et références ».
Pour les articles homonymes, voir CIF.
Le conseiller en investissements financiers (CIF) est un statut créé en France par la loi de sécurité financière n° 2003-706 du 1er août 2003 pour les personnes qualifiées qui exercent une activité de conseil sur les domaines définis par l'article L. 541-1 du Code monétaire et financier (réalisation d'opérations de banque sur instruments financiers (article L. 211-1) ; réalisation d'opérations de banque ou d'opérations connexes (articles L. 311-1 et L. 311-2) ; la fourniture de services d'investissement ou de services connexes (articles L. 321-1 et L.321-2) ; la réalisation d'opérations sur biens divers, article L. 550-1).

## Un statut principalement contrôlé par l'AMF
Le conseiller en investissements financiers (CIF) est enregistré auprès de l'ORIAS et son activité est contrôlée par l'Autorité des marchés financiers (France).
Les associations professionnelles agréées vérifient également les conditions requises d'âge, honorabilité et compétence professionnelle, le respect des règles de bonne conduite et ont une assurance couvrant leur responsabilité civile professionnelle.*
Les CIF sont prioritairement les experts de l'épargne. Pour autant, leur approche patrimoniale peut les amener à conseiller également les clients en matière de crédits ou en assurances. Depuis le 1er janvier 2013, tous les vendeurs indépendants de produits bancaires et financiers ont l'obligation de s'inscrire (sous conditions) à un registre centralisé des intermédiaires. À fin septembre 2013, les premiers enseignements statistiques issus de ce registre montrent que la multi-détention de statuts est élevée. Ceci illustre les transformations profondes de la distribution des services bancaires et financiers, avec l'apparition de spécialistes indépendants des banques et soumis à un cadre juridique spécifique.
Au cas de pratiques professionnelles étendues, les CIF entrent alors dans les modalités de contrôle prévues pour les domaines en question (l'ACPR pour les services bancaires et l'assurance, par exemple). L'Autorité des marchés financiers et l'ACPR déploient, d'ailleurs, une structure commune chargée du contrôle de la commercialisation des produits et des services financiers. De ce point de vue, la tenue centralisé du registre des intermédiaires contribue à l'homogénéité du nouveau dispositif.